# Фадєєв Олександр Олександрович
Олекса́ндр Олекса́ндрович Фадє́єв (рос. Александр Александрович Фадеев; 11 грудня (24 грудня) 1901, Кімри — 13 травня 1956, Передєлкіно) — російський радянський письменник і компратійний діяч. Голова Спілки письменників СРСР. Бригадний комісар (1941, з 1942 року полковник). Лауреат Сталінської премії першого ступеня (1946). Член РКП (б) з 1918. Член ЦК ВКП(б) у 1939—1956 роках. Кандидат у члени ЦК КПРС у 1956 році. Депутат Верховної ради РРФСР 3-го скликання. Депутат Верховної Ради СРСР 2—4-го скликань.

## Біографія

### Молодість

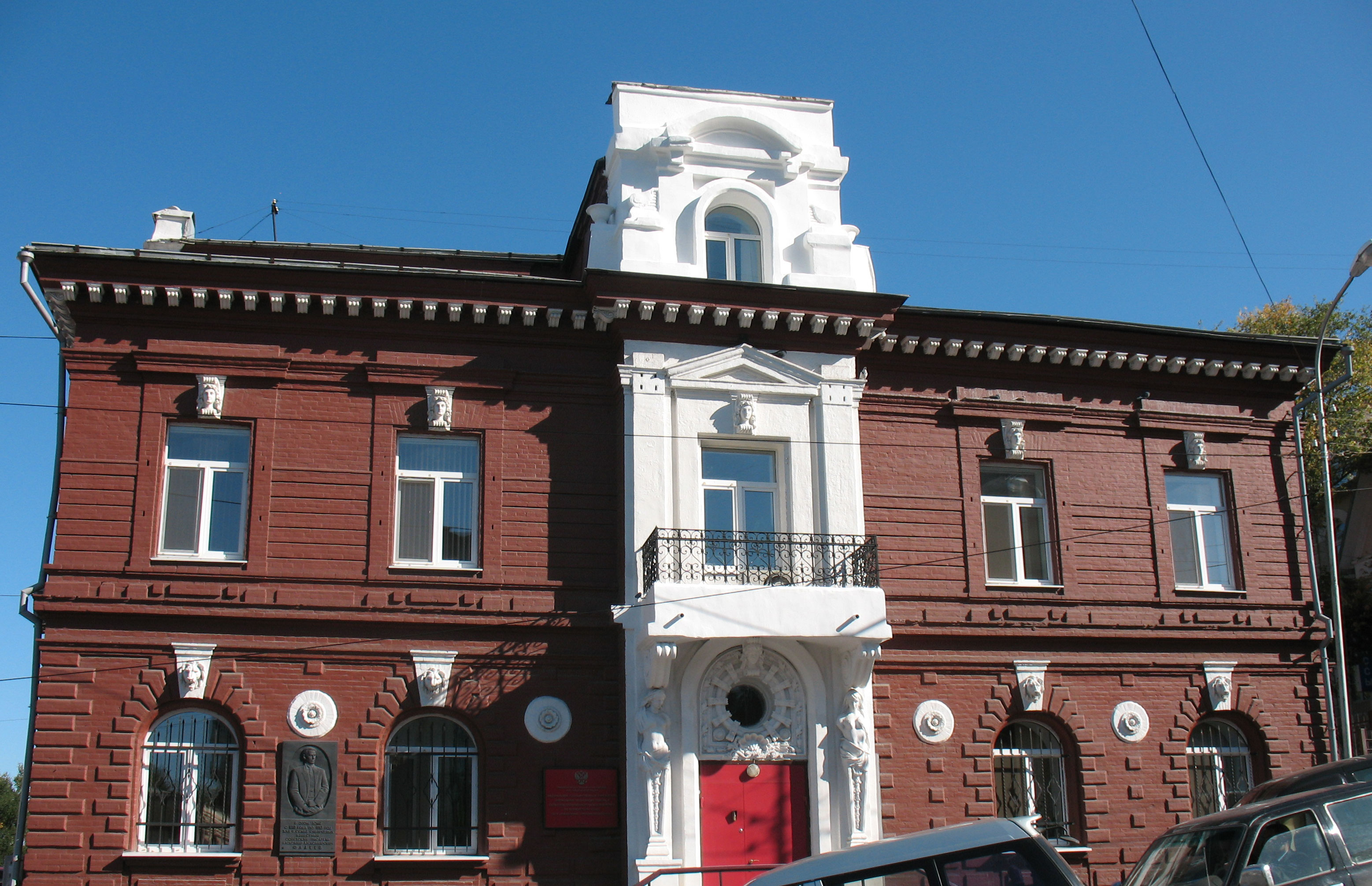
Будинок, у якому жив Фадєєв. Владивосток, вулиця прапорщика Комарова, 18.

Олександр Фадєєв народився в селі Кімри (нині місто, райцентр). Був хрещений у Кімрському Покровському соборі (знищений 1936 року). Вже змалку був обдарований. У неповних чотири роки самотужки навчився читати, спостерігаючи збоку, як навчають грамоти сестру Таню. З чотирьох років він почав читати книжки й сам писав історії та казки, вражаючи дорослих буйною фантазією. Його улюбленими письменниками з дитинства були Джек Лондон, Майн Рід, Фенімор Купер. У 1908 році родина Фадєєвих переїхала в Південно-Уссурійський край (нині Приморський) й поселилися в Чугуївці. Там Олександр жив до 1912 року. З 1912 по 1918 рік він навчався у Владивостоцькому комерційному училищі, однак курсу науки не закінчив, вирішивши присвятити себе революційній діяльності.

### Революційна діяльність
Ще навчаючись в училищі, Фадєєв виконував доручення підпільного комітету більшовиків. 1918 року вступив у РКП (б) і взяв партійний псевдонім Булига. Став партійним агітатором. У 1919 році вступив до Особливого комуністичного загону червоних партизанів.
З 1919 по 1921 рік брав участь у бойових діях на Далекому Сході, був поранений. Обіймав посаду комісара 13-го Амурського полку, а тоді комісара 8-й Амурської стрілецької бригади. У 1921—1922 роках навчався в Московській гірничій академії. 1921 року Фадєєв, як делегат Х з'їзду РКП (б), поїхав до Петрограда. Брав участь у придушенні Кронштадтського повстання, при цьому був поранений вдруге. Після лікування та демобілізації Фадєєв залишився в Москві.

## Творчість

### Початок літературної діяльності
Свій перший вагомий твір — повість «Розлив» — Олександр Фадєєв написав у 1922—1923 роках. Працюючи над романом «Розгром» (1925—1926), вирішив стати професійним літератором. Роман «Розгром» приніс молодому письменнику славу та визнання, але після цієї роботи він уже не міг приділяти увагу тільки красному письменству, бо став помітним літературним лідером та громадським діячем, зокрема належав до очільників РАПП.

### Дальша літературна робота
Дія ранніх творів — романів «Розгром» та «Останній з удеге» відбувається в Уссурійському краї. Проблематика «Розгрому» пов'язана з питаннями керівництва партією, в романі показано класову боротьбу, становлення радянської влади. Головні герої — це червоні партизани, комуністи (наприклад, Левінсон). Громадянській війні присвячений роман «Останній з удеге» (ч. 1—4, 1929—1941, незакінчений).
Також Фадєєв відомий низкою нарисів і статей, присвячених питанням розвитку літератури в умовах соціалістичного реалізму.
«Письменницький міністр», як називали Фадєєва, близько двох десятиліть фактично керував літературою в СРСР. Для творчості в нього майже не залишалося часу й сили. Останній роман «Чорна металургія» залишився незакінченим. Письменник планував створити фундаментальний твір на 50—60 авторських аркушів, а в результаті на посмертну публікацію в «Огоньку» вдалося з чернеток зібрати вісім розділів на три друковані аркуші.

### Роман «Молода гвардія». Правда і вигадка
Ідею цього твору Фадєєв взяв із книжки Володимира Лясковського і Михайла Котова «Серця сміливих», виданої 1944 року. Зразу ж після закінчення Другої світової війни він почав писати роман про краснодонську підпільну організацію «Молода гвардія», що діяла на окупованій Німеччиною території. Про передісторію створення «Молодої гвардії» написано в книжці «Легенды Великой Отечественной»:

| У середині лютого 1943 року, після звільнення донецького Краснодона радянськими військами, з шурфу шахти № 5, що неподалік міста, витягли кілька десятків трупів закатованих фашистами підлітків, які під час окупації перебували в підпільній організації «Молода гвардія». А через кілька місяців у «Правді» опубліковано статтю Олександра Фадєєва «Безсмертя», на основі якої трохи пізніше був написаний роман «Молода гвардія»[5]. Оригінальний текст (рос.) В середине февраля 1943 года, после освобождения донецкого Краснодона советскими войсками, из шурфа находившейся неподалёку от города шахты № 5 было извлечено несколько десятков трупов замученных фашистами подростков, состоявших в период оккупации в подпольной организации «Молодая гвардия». А через несколько месяцев в «Правде» была опубликована статья Александра Фадеева «Бессмертие», на основе которой чуть позже был написан роман «Молодая гвардия». |
Перше видання книжки вийшло у світ 1946 року. Фадєєва різко розкритикували за те, що в романі недостатньо яскраво виражено «керівну й напрямну» роль комуністичної партії. У газеті «Правда», органі ЦК КПРС, опубліковано суворі критичні зауваження — фактично від самого Сталіна.
Сам автор пояснював: 
| Я писав не справжню історію молодогвардійців, а роман, який не лише допускає, а навіть передбачає художній вимисел. Оригінальний текст (рос.) Я писал не подлинную историю молодогвардейцев, а роман, который не только допускает, а даже предполагает художественный вымысел. |
Фадєєв врахував ці зауваги, і в 1951 році світ побачила друга редакція роману «Молода гвардія». У ній автор, ґрунтовно переробивши твір, приділив у сюжеті більше уваги керівництву підпільною організацією з боку ВКП (б).
У розмовах з друзями Фадєєв гірко жартував: «Переробляю „Молоду гвардію“ на стару…». Кінокартину «Молода гвардія» знято за першою редакцією, й сфільмувати її заново (теж зазнала певних правок) було набагато складніше, ніж переписати книжку.
До кінця 1980-х років роман «Молода гвардія» сприймали як ідеологічно схвалену партією історію організації, й інше трактування подій було неможливе. Роман входив у навчальну програму шкіл СРСР і був добре знайомий учням у 1950—1980-х роках.

## Громадська і політична діяльність

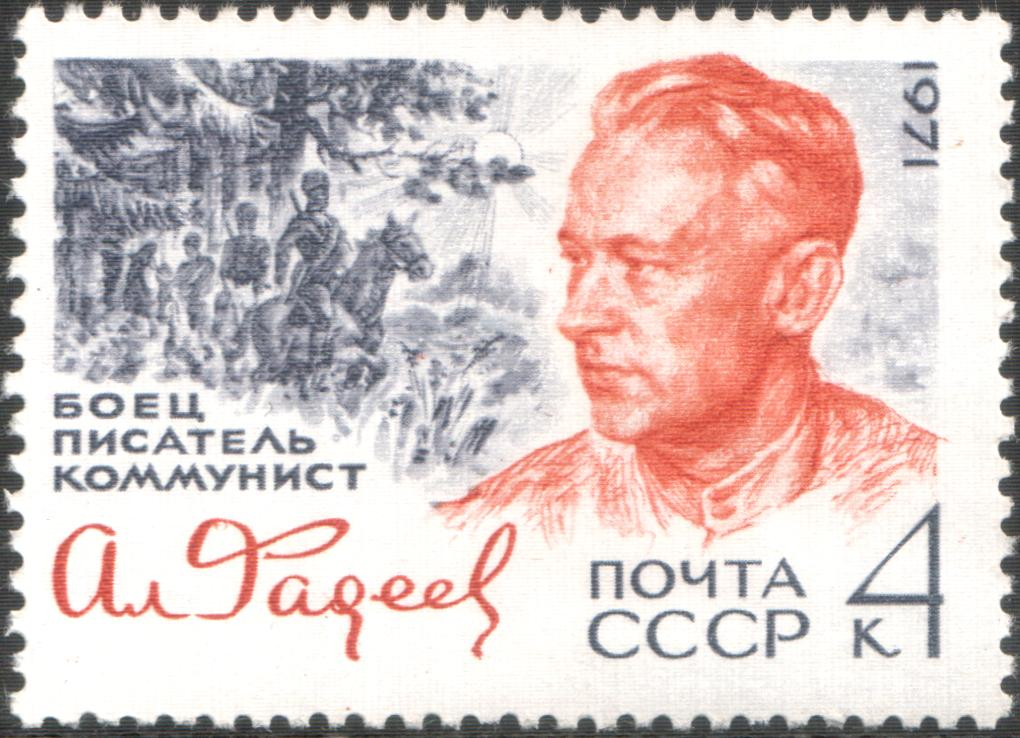
Поштова марка СРСР, 1971 рік.

Багато років Фадєєв керував письменницькими організаціями різного рівня. У 1926-му став одним із організаторів  Російської асоціації пролетарських письменників й до 1932-го належав до її керівників та ідеологів. 1932 року він був членом оргкомітету, що заснував Спілку письменників СРСР після ліквідації РАПП. Відтоді він обіймав різні посади у цій спілці. У 1934–1939 роках він заступник голови оргкомітету, з 1939 по 1944 рік — секретар, з 1946 по 1954 рік — генеральний секретар і голова правління, а з 1954 по 1956 рік — секретар правління СП СРСР.
Фадєєв був віце-президент Всесвітньої ради миру (з 1950-го), належав до членів ЦК КПРС (1939–1956). На XX з'їзді КПРС (1956) його обрали кандидатом у члени ЦК КПРС. Був депутатом  Верховної ради СРСР 2—4-го скликань (з 1946) та  Верховної ради РРФСР 3-го скликання.
У 1942—1944 роках Фадєєв працював головним редактором «Літературної газети», був організатором журналу «Октябрь» і належав до його редколегії.
У роки Другої світової війни Фадєєв був військовим кореспондентом газети «Правда» та Радінформбюро. У січні 1942-го письменник побував на небезпечній ділянці Калінінського фронту, щоб зібрати матеріали для репортажу. 14 січня 1942 року Фадєєв опублікував у газеті «Правда» статтю «Нелюди-руйнівники й люди-творці», де описав свої враження від побаченого на війні.
У нарисі «Боєць» він описав подвиг червоноармійця Якова Падеріна, посмертно удостояного звання Героя Радянського Союзу:

| 1941 року в боях за Калінін, біля ворожого дзоту, який не давав просунутися вперед і забрав багато життів наших людей, Падерін був важко поранений і в пориві великого морального піднесення закрив амбразуру дзоту своїм тілом. Оригінальний текст (рос.) В 1941 году, в боях за Калинин, у вражеского дзота, не дававшего продвинуться вперед и много унесшего жизней наших людей, Падерин был тяжело ранен и в порыве великого нравственного подъема закрыл амбразуру дзота своим телом. |

## Громадянська позиція. Останні роки
Очолюючи Спілку письменників СРСР, Олександр Фадєєв проводив у життя рішення партії та уряду стосовно своїх колег Михайла Зощенка, Анни Ахматової й Андрія Платонова. У 1946 році, після історичної постанови Жданова, Михайло Зощенко та Анна Ахматова були фактично знищені як літератори. Фадєєв був серед тих, що виконували цей вирок. У 1949-му він став одним з авторів програмної редакційної статті в газеті «Правда» під назвою «Про одну антипатріотичну групу театральних критиків». Ця стаття послужила початком кампанії, яка дістала назву «Боротьба з космополітизмом». Надія Мандельштам, дружина Осипа Мандельштама, писала у своїх спогадах про те, як Фадєєв проливав сльози, прощаючись із її чоловіком, а сам же підписав офіційну вказівку, щоб Мандельштама репресувати.
Але той же Фадєєв у 1948 році клопотав про те, щоб виділити значну суму з фондів Спілки письменників СРСР Михайлові Зощенку, що залишився без копійки. Фадєєв співчував і допомагав багатьом літераторам, що потрапили в опалу влади, — Борисові Пастернаку, Миколі Заболоцькому та Левові Гумільову, кілька разів потайки передавав гроші дружині Андрія Платонова, щоб той міг лікуватися.
Важко переживаючи таке роздвоєння, він потерпав від безсоння й впадав у депресію. В останні роки Фадєєв пристрастився до спиртного та впадав у довгі запої. Проходив курс лікування в санаторії  «Барвиха».
Ілля Еренбург писав про нього:

| Фадєєв був сміливим, але дисциплінованим солдатом, він ніколи не забував про прерогативи головнокомандувача.[11] Оригінальний текст (рос.) Фадеев был смелым, но дисциплинированным солдатом, он никогда не забывал о прерогативах главнокомандующего. |
Хрущовської відлиги Фадєєв не сприйняв. У 1956 році з трибуни XX з'їзду КПРС діяльність лідера радянських літераторів Фадєєва жорстко розкритикував Михайло Шолохов. Фадєєва обрали не членом, а лише кандидатом у члени ЦК КПРС. Фадєєва прямо називали одним із винуватців репресій у середовищі радянських письменників.
Після XX з'їзду КПРС у Фадєєва вкрай загострився конфлікт зі своєю совістю. Він зізнавався своєму давньому приятелеві — Юрію Либединському: «Совість мучить. Важко жити, Юро, із закривавленими руками».

## Самогубство

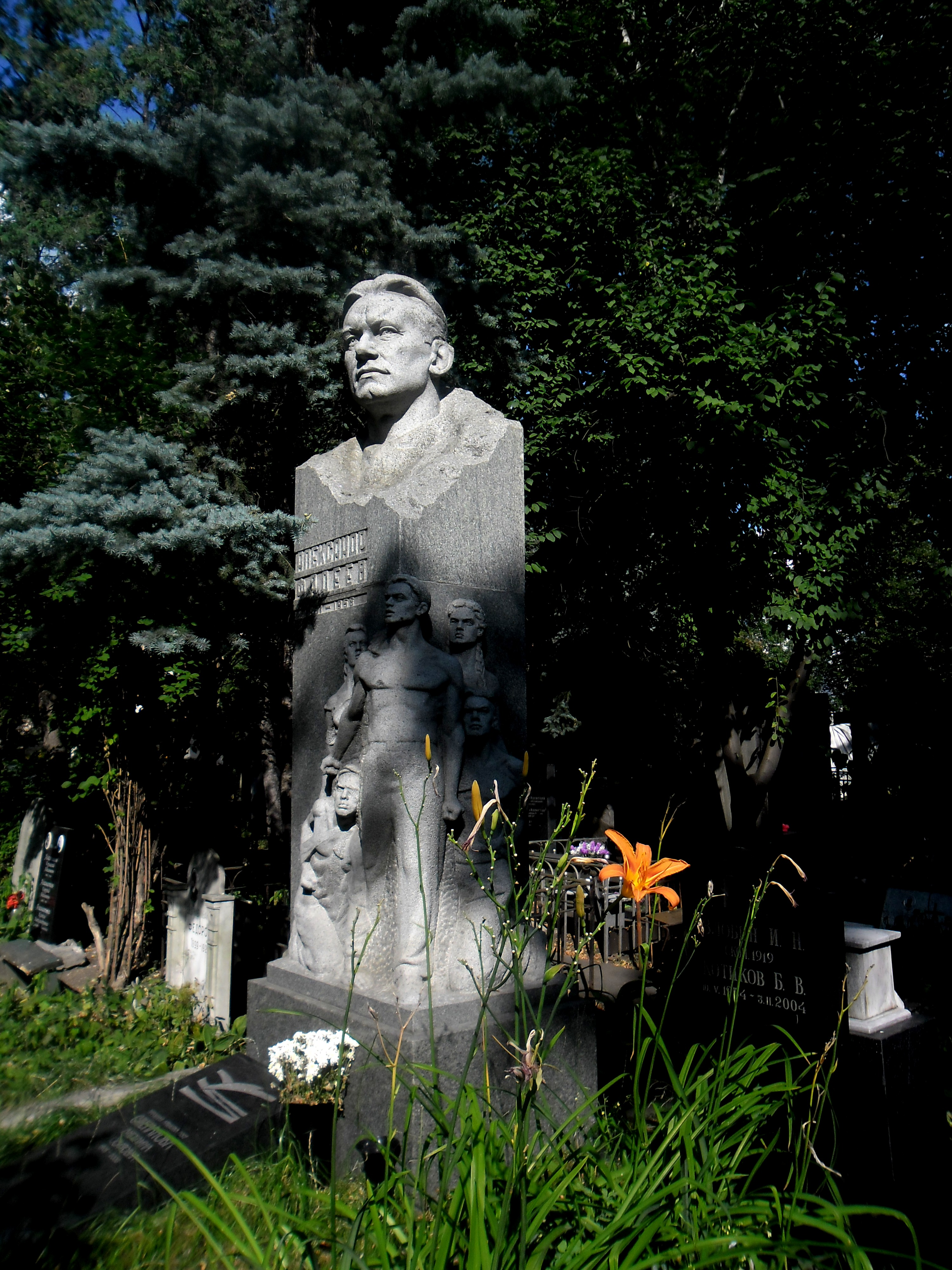
Могила Фадєєва на Новодівочому кладовищі.

13 травня 1956 року на своїй дачі в Передєлкіні Олександр Фадєєв наклав на себе руки, вистріливши з револьвера в серце. В офіційному некролозі причиною самогубства вказано алкоголізм:
| Упродовж багатьох років О. О. Фадєєв потерпав від недуги, що прогресувала, — алкоголізму. За останні три роки приступи цієї хвороби почастішали й ускладнилися дистрофією серцевого м'яза та печінки. Він не раз лікувався в лікарні та санаторії (в 1954 році — чотири місяці, в 1955-му — п'ять з половиною місяців, а в 1956-му — два з половиною місяці). 13 травня в стані депресії, викликаної черговим нападом недуги, О. О. Фадєєв покінчив самогубством. Оригінальний текст (рос.) А. Фадеев в течение многих лет страдал прогрессирующим недугом — алкоголизмом. За последние три года приступы болезни участились и осложнились дистрофией сердечной мышцы и печени. Он неоднократно лечился в больнице и санатории (в 1954 р. — четыре месяца, в 1955 р. — пять с половиной месяцев и в 1956 р. — два с половиной месяца). 13 мая в состоянии депрессии, вызванной очередным приступом недуга, А. А. Фадеев покончил жизнь самоубийством. |
Насправді за два тижні до смерті Фадєєв кинув пити і, зі слів В'ячеслава Іванова, «приблизно за тиждень до самогубства став готуватися до нього, писав листи різним людям»).
Всупереч останній волі Фадєєва — бути похованим поряд з матір'ю, його поховали на Новодівочому цвинтарі (дільниця № 1).
Передсмертний лист Фадєєва, адресований Центральному комітету Комуністичної партії Радянського Союзу, вилучили співробітники  Комітету державної безпеки СРСР. Цей документ опубліковано вперше лише 1990 року:
| …Життя моє, як письменника, втрачає всякий сенс, і я з превеликою радістю, заради порятунку від цього мерзенного існування, де на тебе обвалюється підлість, брехня та наклеп, покидаю життя. Остання надія була хоч сказати це людям, які правлять державою, але упродовж уже трьох років, незважаючи на мої прохання, мене навіть не можуть прийняти[18]. Прошу поховати мене поруч з матір'ю моєю. «Известия ЦК КПРС». № 10, 1990. С. 147—151. Передсмертний лист Олександра Фадєєва в ЦК КПРС. 13 травня 1956 року. |
Дізнавшись про смерть Фадєєва, 13 травня 1956 року Корній Чуковський записав у своєму щоденнику, підвівши риску під життям цього письменника:
| Мені дуже шкода милого О.О. — в ньому — під усіма нашаруваннями — відчувався російський самородок, велика людина, але боже, що це були за нашарування! Вся брехня Сталінської епохи, всі її ідіотичні звірства, весь її страшний бюрократизм, вся її розтлінність і казенність знаходили в ньому своє слухняне знаряддя. Він — насправді добрий, людяний, закоханий у літературу «до сліз зворушення», мусив провадити свій літературний корабель смертельною, найганебнішою дорогою — й намагався сумістити людяність із гепеушництвом. Звідси й зиґзаґи його поведінки, звідси його замучене СУМЛІННЯ в останні роки. Він був створений не для невдахівства, він так звик до ролі вождя, вершителя людських доль, що становище відставного літературного маршала для нього було лютою мукою. Він не мав ні одного друга, який сказав би, що його «Металургія» нікуди не годиться, що такі статті, які він писав останнім часом, — боягузливенькі, каламутні й з претензією на керівну значимість, тільки понижують його в очах читачів, що перекроювати «Молоду гвардію» на догоду начальству — це ганебно; він, совісний, талановитий і співчутливий, бовтався в ріденькій смердючій багнюці, заливаючи свою совість вином[15]. Оригінальний текст (рос.) Мне очень жаль милого А. А. — в нем — под всеми наслоениями — чувствовался русский самородок, большой человек, но боже, что это были за наслоения! Вся брехня Сталинской эпохи, все ее идиотские зверства, весь ее страшный бюрократизм, вся ее растленность и казенность находили в нем свое послушное орудие. Он — по существу добрый, человечный, любящий литературу «до слез умиления», должен был вести весь литературный корабль самым гибельным и позорным путем — и пытался совместить человечность с гепеушничеством. Отсюда зигзаги его поведения, отсюда его замученная СОВЕСТЬ в последние годы. Он был не создан для неудачничества, он так привык к роли вождя, решителя писательских судеб — что положение отставного литературного маршала для него было лютым мучением. Он не имел ни одного друга — кто сказал бы ему, что его «Металлургия» никуда не годится, что такие статьи, какие писал он в последнее время — трусливенькие, мутные, притязающие на руководящее значение, только роняют его в глазах читателей, что перекраивать «Молодую гвардию» в угоду начальству постыдно,— он совестливый, талантливый, чуткий — барахтался в жидкой зловонной грязи, заливая свою совесть вином. |

## Особисте життя
Батьки Фадєєва, фельдшери за професією, за способом життя були професійними революціонерами. Батько — Олександр Іванович Фадєєв (1862—1916), мати — Антоніна Володимирівна Кунц.
Першою дружиною Фадєєва була Валерія Герасимова, другою (з 1936 року) — Ангеліна Степанова, народна артистка СРСР, яка виховала з Фадєєвим двох дітей — Олександра та Михайла. Крім того, 1943 року народилася спільна дочка Фадєєва та Маргарити Алігер — Марія Олександрівна Фадєєва-Макарова-Енценсбергер (покінчила з собою в 1991 році).

## Фадєєв і Україна
Фадєєв написав, зокрема, такі пов'язані з Україною статті: «Про національну гордість українців» і «Історичне возз'єднання України з Росією». Українською мовою перекладено його твори «Розгром», «Останній із удеге», «Молода гвардія», «Повість нашої юності».

## Нагороди
- Два ордени Леніна (1939, 1951)
- Орден Червоного Прапора
- Сталінська премія першого ступеня (1946) — за роман «Молода гвардія»[22]
- Премія Ленінського комсомолу (1970, посмертно) — за роман «Молода гвардія»

## Пам'ять
Іменем Фадєєва названі:

Село Чугуївка, музей Фадєєва.

Меморіальна дошка на честь Фадєєва. Кімри, будівля готелю «Чайка».

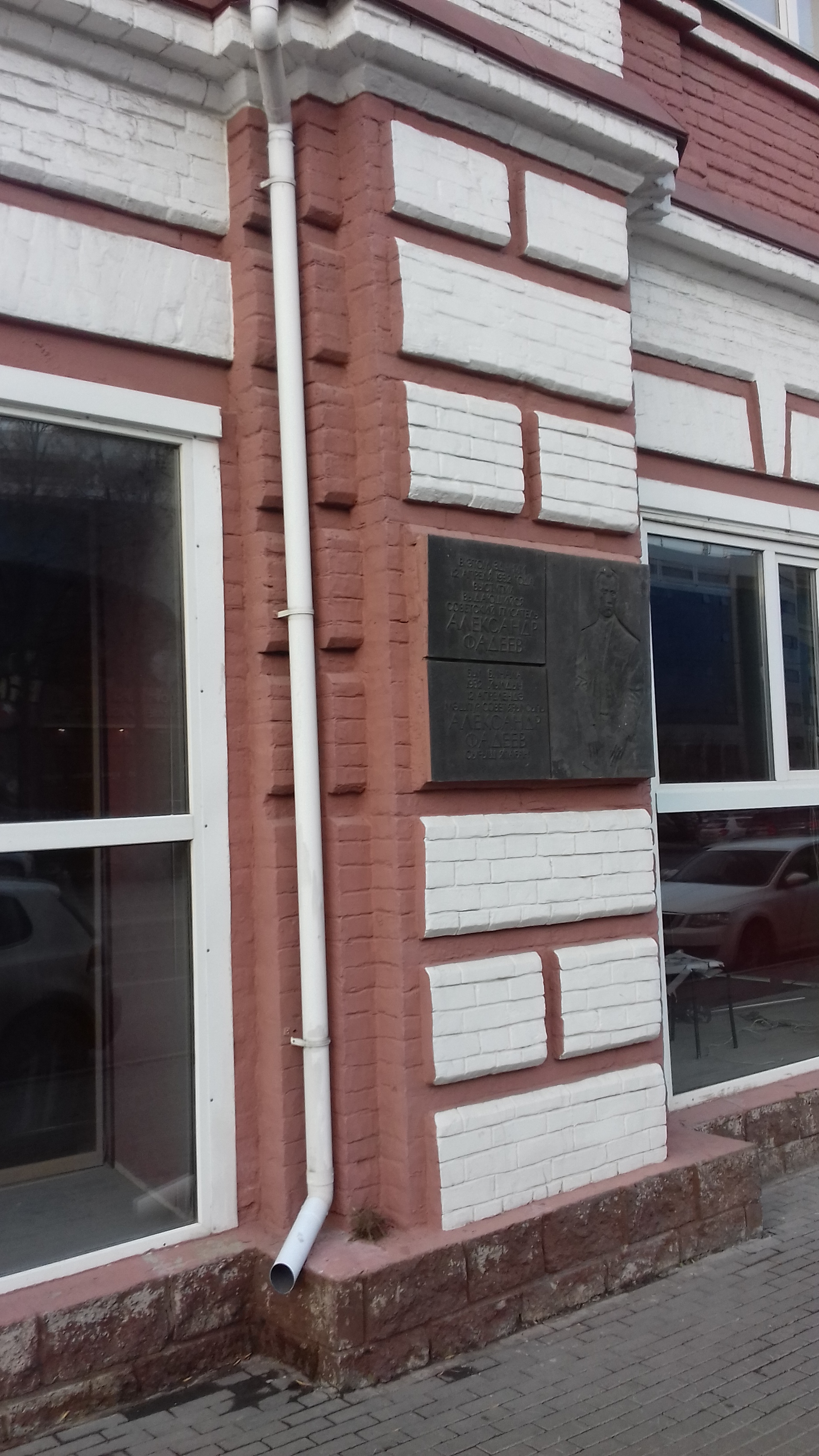
Меморіальна дошка на будівлі пам'ятки культури «Великий сибірський готель» (Башкортостан, Уфа, вулиця Карла Маркса, 14 / вулиця Комуністична, 43), де 12 квітня 1932 року відбувся виступ Олександра Фадєєва

- Село Булига-Фадєєво в Чугуївському районі Приморського краю
- Вулиця в Липецьку
- Вулиця в Москві
- Вулиця у Ставрополі
- Вулиця у Твері
- Вулиця у Волгограді
- Вулиця та муніципальна бібліотека художньої і публіцистичної літератури у Владивостоку. Бібліотека ліквідована під час капітального ремонту будівлі 2010 року. Збереглася меморіальна таблиця. Нині в цій будівлі розташований відділ Ощадбанку. Є меморіальна таблиця на адміністративній будівлі ДВФУ (Владивосток, вул. Суханова, 8) — реальному училищі, де навчався Фадєєв
- Вулиця, музей та школа у Чугуївці
- Набережна в Кімрах
- Дитяча бібліотека міста Кімри
- Бібліотека в Сорокиному
- Бібліотека в Сорочинську
- Вулиця в селищі Редкіно Тверської області[23]
- Вулиця в Гомелі
- Вулиця в Краматорську
- Вулиця в Таганрозі
- Вулиця в Уссурійську
- Вулиця в Самарі
- Вулиця в Чебоксарах
- Вулиця в Краснодарі
- Вулиця в місті Усть-Джегута (Карачаєво-Черкесія)

На честь Фадєєва засновані:
- Медаль імені Олександра Фадєєва — її присуджували у 1972—1976 «за написання літературних творів про героїчний подвиг народу на захист Батьківщини, про історію і життя Збройних сил країни»[24]
- Літературна премія імені Олександра Фадєєва — заснована на честь століття від дня народження письменника у 2002 році замість Медалі імені Фадєєва